# Прасутаг
Прасутаг (з кельт. «Пан Прасу» або «Володар роду» д/н — 60) — вождь кельтського племені іценів, що мешкало у Британії. Спочатку противник, а потім союзник римлян. Володарював з 40-х років до 60 року н. е.

## Життєпис
Про життя та діяльність Прасутага до римського вторгнення у 43 році не відомо. Він очолював плем'я іценів, що мешкало північніше Камулодуна. Спочатку іцени на чолі із Прасутага чинили опір. Втім у 47 році він був розбитий, визнав владу римського імператора й надав значні послуги римській адміністрації із зміцнення свого становища у Британії. За це Прасутаг зберіг свою владу, а кельти-іцени автономію.
В подальшому Прасутаг спокійно володарював над іценами, не маючи ворогів серед британських кельтів й не ворогуючи з римлянами. Перед смертю очікуючи боротьби за владу та опікуючись родиною, Прасутаг оголосив спадкоємцями свою дружину Боудіку та римського імператора Нерона. Після смерті Прасутага таке його рішення викликало значний конфлікт й зрештою спричинило велике повстання кельтів у Британії.

## Родина
Дружина — Боудіка, мабуть представниця знаті іценів.
Діти:
- дві доньки